# Darnell (Name)
Darnell ist ein englischer Personenname. Als Familienname ist er seit dem 11. Jahrhundert bezeugt, in jüngerer Zeit wird er auch als (vorwiegend männlicher) Vorname vergeben. Sein Ursprung ist nicht sicher geklärt. Möglicherweise leitet er sich vom altfranzösischen darnel als Bezeichnung des Rauschgrases ab. Eine andere Theorie sieht in Darnell die Verbindung der altenglischen Worte derne (dt.: „versteckt“, „verborgen“) und halh (dt.: „Schlupfwinkel“).

## Namensträger

### Familienname
- Bruce Darnell (* 1957), US-amerikanischer Dressman, Fotomodel und Choreograf
- Darcy Darnell (* 1967), US-amerikanische Fernsehschauspielerin
- Eric Darnell (* 1960), US-amerikanischer Regisseur, Drehbuchautor, Animator, Songwriter und Synchronsprecher
- James E. Darnell (* 1930), US-amerikanischer Zellbiologe
- Linda Darnell (1923–1965), US-amerikanische Schauspielerin

### Vorname
- Darnell Clavon (* 1972), US-amerikanischer Basketballspieler
- Darnell Fisher (* 1994), englischer Fußballspieler
- Darnell Hall (* 1971), US-amerikanischer Sprinter
- Darnell Hinson (* 1980), US-amerikanischer Basketballspieler
- Darnell Howard (1905–1966), US-amerikanischer Klarinettist, Violinist und Saxophonist
- Darnell Martin (* 1964), US-amerikanische Regisseurin und Drehbuchautorin